# Idolia scitula
Idolia scitula är en skalbaggsart som beskrevs av Lewis 1888. Idolia scitula ingår i släktet Idolia och familjen stumpbaggar. Inga underarter finns listade i Catalogue of Life.